# Mycocalia reticulata
Mycocalia reticulata är en svampart som först beskrevs av Petch, och fick sitt nu gällande namn av J.T. Palmer 1961. Mycocalia reticulata ingår i släktet Mycocalia och familjen Agaricaceae.   Inga underarter finns listade i Catalogue of Life.